# Lijst van Vlaamse ministers van Binnenlands Bestuur
Dit is een lijst van ministers van Binnenlands Bestuur in de Vlaamse regering. 

## Lijst
| Nr. | Minister | Minister                         | Partij | Partij     | Begin             | Einde             | Regering(en)           | Bevoegdheid                                       |
| --- | -------- | -------------------------------- | ------ | ---------- | ----------------- | ----------------- | ---------------------- | ------------------------------------------------- |
| 1   |          | Marc Galle (1930-2007)           |        | SP         | 23 juli 1982      | 10 december 1985  | Geens I                | Binnenlandse Zaken                                |
| 2   |          | Jean Pede (1927-2013)            |        | PVV        | 10 december 1985  | 3 februari 1988   | Geens II               | Binnenlandse Aangelegenheden                      |
| 3   |          | Ward Beysen (1941-2005)          |        | PVV        | 3 februari 1988   | 18 oktober 1988   | Geens III              | Binnenlandse Aangelegenheden                      |
| 4   |          | Luc Van den Bossche (1947)       |        | SP         | 18 oktober 1988   | 21 januari 1992   | Geens IV               | Binnenlandse Aangelegenheden                      |
| 5   |          | Wivina Demeester-De Meyer (1943) |        | CVP        | 21 januari 1992   | 5 februari 1992   | Van den Brande I       | Binnenlandse Aangelegenheden                      |
| 6   |          | Theo Kelchtermans (1943)         |        | CVP        | 5 februari 1992   | 20 juni 1995      | Van den Brande II, III | Binnenlandse Aangelegenheden / Binnenlandse Zaken |
| 7   |          | Leo Peeters (1950)               |        | SP         | 20 juni 1995      | 13 juli 1999      | Van den Brande IV      | Binnenlandse Zaken                                |
| 8   |          | Johan Sauwens (1951)             |        | VU         | 13 juli 1999      | 10 mei 2001       | Dewael                 | Binnenlandse Aangelegenheden                      |
| 9   |          | Paul Van Grembergen (1937-2016)  |        | VU/ Spirit | 10 mei 2001       | 20 juli 2004      | Dewael, Somers         | Binnenlandse Aangelegenheden                      |
| 10  |          | Marino Keulen (1963)             |        | VLD        | 20 juli 2004      | 13 juli 2009      | Leterme, Peeters I     | Binnenlands Bestuur                               |
| 11  |          | Geert Bourgeois (1951)           |        | N-VA       | 13 juli 2009      | 25 juli 2014      | Peeters II             | Binnenlands Bestuur                               |
| 12  |          | Liesbeth Homans (1973)           |        | N-VA       | 25 juli 2014      | 2 oktober 2019    | Bourgeois, Homans      | Binnenlands Bestuur                               |
| 13  |          | Bart Somers (1964)               |        | Open Vld   | 2 oktober 2019    | 8 november 2023   | Jambon                 | Binnenlands Bestuur                               |
| 14  |          | Gwendolyn Rutten (1975)          |        | Open Vld   | 8 november 2023   | 2 augustus 2024   | Jambon                 | Binnenlands Bestuur                               |
| 15  |          | Lydia Peeters (1969)             |        | Open Vld   | 2 augustus 2024   | 30 september 2024 | Jambon                 | Binnenlands Bestuur                               |
| 16  |          | Hilde Crevits (1967)             |        | CD&V       | 30 september 2024 | heden             | Diependaele            | Binnenlands Bestuur                               |